# Boog van Gallienus
De Boog van Gallienus (Latijn:Arcus Gallieni) is een Romeinse triomfboog aan de Via San Vito in Rome.
De Boog van Gallienus was oorspronkelijke de Porta Esquilina in de Servische stadsmuur, die rond 7 v.Chr. in opdracht van keizer Augustus was herbouwd. De oude stadsmuur was in de derde eeuw n.Chr. buiten gebruik geraakt en werd grotendeels gesloopt. De Porta Esquilina kreeg in 262 echter een nieuwe functie als triomfboog. Een verder onbekende Aurelius Victor wijdde de poort dat jaar aan keizer Gallienus en zijn vrouw Cornelia Salonina. Een oude inscriptie uit de tijd van Augustus werd weggehakt, waarna dunne platen marmer op de architraaf werden aangebracht waarin een nieuwe inscriptie werd geplaatst:
GALLIENO CLEMENTISSIMO PRINCIPI

CVIVS INVICTA VIRTVS SOLA

SVPERACTA EST ET SALONINAE

SANCTISSIMAE AVGVSTAE AVRELIVS

VICTOR V[ir] E[gregius] DICATISSIMVS

NVMINI MAIESTATIQVE EORVM

De vertaling luidt: Aan Gallienus, de meest genadevolle princeps wiens onoverwonnen deugd alleen wordt overtroffen door zijn vroomheid, en aan Salonina, de heiligste augusta (keizerin). Aurelius Victor, ridder, wijde dit aan hun majesteit en goddelijke kracht. De oorspronkelijke inscriptie was langer, maar de marmeren platen met de eerste zinnen zijn verloren gegaan. Waarschijnlijk werd daar keizer Valerianus vermeld, de vader van Gallienus, die in 260 door de Sassaniden in Perzië gevangen was genomen.
De boog is 8,9 meter hoog, 7,3 breed en 3,5 diep. De boog wordt gesierd door pilasters in de Korinthische orde en de architraaf met daarop de de gedeeltelijk bewaard gebleven inscriptie. Oorspronkelijk had de poort nog twee kleinere doorgangen voor voetgangers aan weerszijden, maar die werden in de 15e eeuw afgebroken. Dit gebeurde waarschijnlijk bij de bouw van de kerk Santi Vito e Modesto in 1474-1477, waar de Boog van Gallienus sinds die tijd tegenaan staat.